# 史密斯鎮區 (密蘇里州戴德縣)
史密斯鎮區（英語：Smith Township）是位於美國密蘇里州戴德縣的一個行政鎮區。

## 地方資料
史密斯鎮區的面積為65.98平方千米，當中陸地面積為65.88平方千米，而水域面積為0.07平方千米。根據2020年美國人口普查的數據，當地共有人口102人，而人口密度為每平方千米1.55人。